# Lachlan Buchanan
Lachlan Buchanan (Maleny, Queensland, 25 de abril de 1990) es un actor australiano. Es conocido por haber interpretado a Charley Prince en la serie Blue Water High y a Jesse en la película Newcastle.

## Biografía
Su hermano mayor es el actor Andrew Buchanan. Nació en Australia en 1990 y creció en Maleny.
Asistió a la Maleny State School y a la Matthew Flinders Anglican College. Habla con fluidez en francés. Entre sus intereses se encuentran el surfear, deporte que practica desde los doce años. Durante varios años Lachlan fue rescatista de surf junior.
Es muy buen amigo de los actores Harry Cook, Rebecca Breeds y Sophie Luck.
Desde 2010 vive en Los Ángeles.

## Carrera
Buchanan ha actuado en series como Home and Away, y ha aparecido en varias películas como Arcadia Lost, All My Friends Are Leaving Brisbane y obtuvo el papel de Jesse en la película Newcastle.
En 2011 Buchanan dio vida a Scott Mitchell en el sitcom de CMT Working Class.
En 2012 apareció en dos episodios de la segunda temporada de la serie Pretty Little Liars donde interpretó a Duncan Albert, un joven del pasado de Alison que estuvo con ella el día en que desapareció. Ese mismo año apareció como invitado en un episodio de la serie de Disney Jessie donde interpretó al actor Jordan Taylor.
Desde 2015 interpreta a Kyle Abbott en el serial televisivo The Young and the Restless. En 2016 aparece como estrella invitada en la quinta temporada de Teen Wolf, donde interpreta a Henri Argent; y en NCIS, dando vida a James Muldoon.

## Filmografía
| Cine          | Cine                                | Cine               | Cine                                              |
| Año           | Película                            | Rol                | Notas                                             |
| ------------- | ----------------------------------- | ------------------ | ------------------------------------------------- |
| 2007          | All My Friends Are Leaving Brisbane | Invitado a la boda |                                                   |
| 2008          | Newcastle                           | Jesse              |                                                   |
| 2009          | Leader of the Pack                  |                    | Cortometraje                                      |
| 2010          | Arcadia Lost                        | Raffi              |                                                   |
| 2014          | Behaving Badly                      | Billy Bender       |                                                   |
| 2015          | Muck                                | Troit              |                                                   |
| 2015          | Some Freaks                         | Patrick            |                                                   |
| Televisión    |                                     |                    |                                                   |
| Año           | Título                              | Rol                | Notas                                             |
| 2006          | Bianca                              |                    |                                                   |
| 2007          | Mortified                           | Dan-Pizzero        | 1 episodio                                        |
| 2008          | Home and Away                       | Pat Jenkins        | 4 episodios                                       |
| 2007-2008     | Blue Water High                     | Charley Prince     | 26 episodios                                      |
| 2008          | Out of the Blue                     | Cooper             | 1 episodio                                        |
| 2010          | Hung                                | Paul Kolsenovic    | 2 episodios                                       |
| 2010          | No Ordinary Family                  | Chad Claremont     | 2 episodios                                       |
| 2011          | Working Class                       | Scott Mitchell     | 10 episodios                                      |
| 2012          | Pretty Little Liars                 | Duncan Albert      | 2 episodios                                       |
| 2012          | Jessie                              | Jordan Taylor      | 1 episodio                                        |
| 2013          | Castle                              | Stone Gower        | 1 episodio                                        |
| 2013          | NCIS: Los Angeles                   | Brett              | 2 episodios                                       |
| 2015-2016     | The Young and the Restless          | Kyle Abbott        | Principal (enero-octubre de 2015) Recurrente 2016 |
| 2016          | Teen Wolf                           | Henri Argent       | 1 episodio                                        |
| 2016          | NCIS                                | James Muldoon      | 1 episodio                                        |
| 2016          | Mentes criminales                   | Stuart Barker      | 1 episodio                                        |
| 2016          | Fuller House                        | Sean               | 1 episodio                                        |
| 2020-2024     | Station 19                          | Emmett Dixon       | Papel recurrente                                  |
| 2020-presente | Dinastía                            | Ryan               | Papel recurrente                                  |